# ربيق
ربيق هو مركزٌ سعوديٌ تابعٌ لمحافظة المذنب التابعة لمنطقة القصيم، في المملكة العربية السعودية. المركز من الفئة (ب)، ورمزه 1786 حسب دليل الترميز الموحد للمناطق الإدارية بالمملكة العربية السعودية.